# Nyota Inyoka
Nyota Inyoka, nom de scène d'Aïda Étiennette Guignard, née le 14 septembre 1896 à Paris 13e et décédée le 24 août 1971 à Paris 16e, est une danseuse et chorégraphe française d'origine indienne.

## Biographie
Née d'une mère domestique et de père non déclaré, elle commence une formation de danseuse en Inde et en Égypte.
Après s'être produite à New York, c’est le couturier Paul Poiret qui lance sa carrière parisienne en 1921 et lui dessine ses costumes.
Des costumes et accessoires de danse, des instruments de musique ayant appartenu à Nyota Inyoka ainsi que des manuscrits, photographies, objets, dessins et coupures de presse se rapportant à la danseuse sont conservés au département des arts du spectacle de la BnF.
Ses cendres reposent au columbarium du Père-Lachaise (case 4794).